# هوگوردن
هوگوردن (سوئدی: Hovgården) یک سایت باستان‌شناسی در جزیره آدلسو در دریاچه ملارن در مرکز شرق سوئد است. در طول دوران وایکینگ‌ها، مرکز درهٔ آباد ملارن، سکونت‌گاه بیرکا بود که در میانهٔ سده هشتم میلادی بنیان‌گذاری شد و اواخر سدهٔ دهم رها شد. باور بر این است که هوگوردن مکانی بود که پادشاهان و رئیسان از آنجا فرمان می‌راندند. هوگوردن در کنار بیرکا، در سال ۱۹۹۳ یک میراث جهانی یونسکو شد.